# Lista de pessoas que atuaram em gravações dos Beatles
Além de John Lennon, Paul McCartney, George Harrison e Ringo Starr, vários músicos e outras pessoas participaram de gravações oficiais dos Beatles . Isso inclui amigos e familiares do grupo, a comitiva da banda e vários músicos de estúdio. Os membros originais Pete Best (bateria) e Stuart Sutcliffe (baixo) apareceram nas primeiras gravações; o primeiro na gravação do grupo de " My Bonnie" com Tony Sheridan, e ambos em várias faixas lançadas no Anthology 1.
Os instrumentos utilizados nas gravações dos Beatles vão desde instrumentos orquestrais tradicionais, como violino, viola e violoncelo — até um despertador e uma pilha de cascalho.
A primeira metade da carreira dos Beatles — do início dos anos 1960 até 1966 — raramente viu a banda usar músicos extras, embora George Martin (seu produtor) ocasionalmente adicionasse instrumentos de teclado para aumentar seu som. À medida que sua carreira progredia e suas influências se ampliavam, o grupo começou a fazer experiências em estúdio. Martin começou a orquestrar para a banda; sua primeira grande orquestração para o grupo foi o quarteto de cordas em "Yesterday". Em 1966, a banda parou de fazer turnês e se concentrou na experimentação de estúdio, criando paisagens sonoras e orquestrações que exigiam vários músicos (a orquestra em "A Day in the Life" de 1967 foi acomodada no grande Estúdio Um da Abbey Road, em vez da sala usual do grupo no Estúdio Dois). Foi também nessa época que os Beatles visitaram a Índia e, principalmente Harrison, foram influenciados pela cultura e música indianas, levando o grupo a usar instrumentos tradicionais indianos em seus arranjos. Pouco antes do fim do grupo no final da década, o tecladista Billy Preston foi contratado para contribuir com seu som enquanto eles tentavam retornar às suas raízes do rock 'n' roll. O grupo queria que o que viria a ser seu último álbum, Let It Be, fosse cru com overdubs mínimos. Depois que o produtor Glyn Johns deixou o projeto, Phil Spector contratou vários músicos de estúdio para fornecer overdubs orquestrais, em contraste com as ideias originais do grupo de volta ao básico.

## Omissões
Os nomes e papéis dos músicos de sessão para algumas apresentações não foram registrados ou foram perdidos — este é o caso das gravações de "Good Night" e "Yellow Submarine"; as overdubs orquestrais de Phil Spector para "The Long and Winding Road", "Across the Universe" e "I Me Mine"; as seções de cordas em "Something", "Here Comes the Sun", "Carry That Weight", "Golden Slumbers" e "The End"; a orquestra em "Hey Jude"; os saxofonistas em "Ob-La-Di, Ob-La-Da"; os trompetistas e trombonistas em "Mother Nature's Son"; os músicos de metais e cordas em "Let It Be"; o violoncelista em "Blue Jay Way" e os músicos do Asian Music Circle em "Love You To" (tocando cítara e tambura)  e "Within You Without You" (tocando dilruba, swarmandal, tabla e tambura).
Em fevereiro de 1978, o baterista Bernard Purdie afirmou ter feito overdubs de bateria em 21 gravações dos Beatles no verão de 1963. Ele afirmou que Brian Epstein lhe pagou uma quantia de cinco dígitos para fazer overdub de uma faixa de bateria nos estúdios da Capitol Records na West 46th Street, em Nova York, e que o pagamento também comprou seu silêncio. Purdie também deu a entender que algumas partes de guitarra das primeiras gravações dos Beatles também foram dubladas, e também há sugestões de que Purdie e Cornell Dupree dublaram partes de bateria e guitarra para as gravações de Tony Sheridan. Sua afirmação foi repetida no livro de Max Weinberg de 1984, The Big Beat: Conversations with Rock's Greatest Drummers, onde ele se recusou a nomear quais músicas ele havia tocado e afirmou que "Ringo nunca tocou em nada[...] não as primeiras coisas dos Beatles." Barry Miles escreveu que Purdie foi contratado em 1962 para substituir a bateria de Pete Best em algumas das sessões de gravação da banda que ocorreram em Hamburgo.
Também foram omitidos desta lista os casos em que as vozes das pessoas são capturadas nas gravações, mas não constituem parte da performance musical, como o anúncio de Geoff Emerick de "take two" no início de "Revolution 1", e os vários locutores, entrevistadores e apresentadores no Live at the BBC.
Jimmie Nicol substituiu Starr em oito apresentações durante a turnê da banda em 1964. Ele não apareceu no disco, mas suas performances foram capturadas por bootlegs do público e transmissões da AVRO na Holanda e da 5DN na Austrália.

## Performances indiretas
Em meados da década de 1960, os Beatles se interessaram por loops de fita e sons encontrados. Os primeiros exemplos do grupo que fez samples de gravações existentes incluem loops em "Revolution 9" (o repetitivo "número nove" é de uma fita de exame da Royal Academy of Music, algumas conversas são de uma conversa entre George Martin e o gerente de escritório da Apple, Alistair Taylor, e um acorde de uma gravação da Sinfonia nº 7 de Sibelius também está incluído) e "I Am the Walrus", que continha uma transmissão de rádio da produção do BBC Third Programme de King Lear. A parte da transmissão incluída no registro apresenta John Hollis como Oswald, John Rye como Edgar e Brewster Mason como o Conde de Gloucester.
Para a introdução de "The Continuing Story of Bungalow Bill", foi usada uma amostra de estoque de uma guitarra espanhola Mellotron. A gravação, realizada por um guitarrista desconhecido, foi supervisionada por Eric Robinson.

## A
- Frederick Alexander—violoncelista; músico de sessão. Contribuiu com violoncelo para "Martha My Dear"[44]
- Peggie Allen—vocalista; músico de sessão e membro dos Mike Sammes Singers. Contribuiu com vocais para "I Am the Walrus"[45]
- Jane Asher—então namorada de Paul McCartney. Contribuiu com vocais para "All You Need Is Love"[46]
- Neil Aspinall—gerente de estrada do grupo e parceiro de negócios. Contribuiu com guiro para "Strawberry Fields Forever"[47] e vocais para "Yellow Submarine"[15]

## B

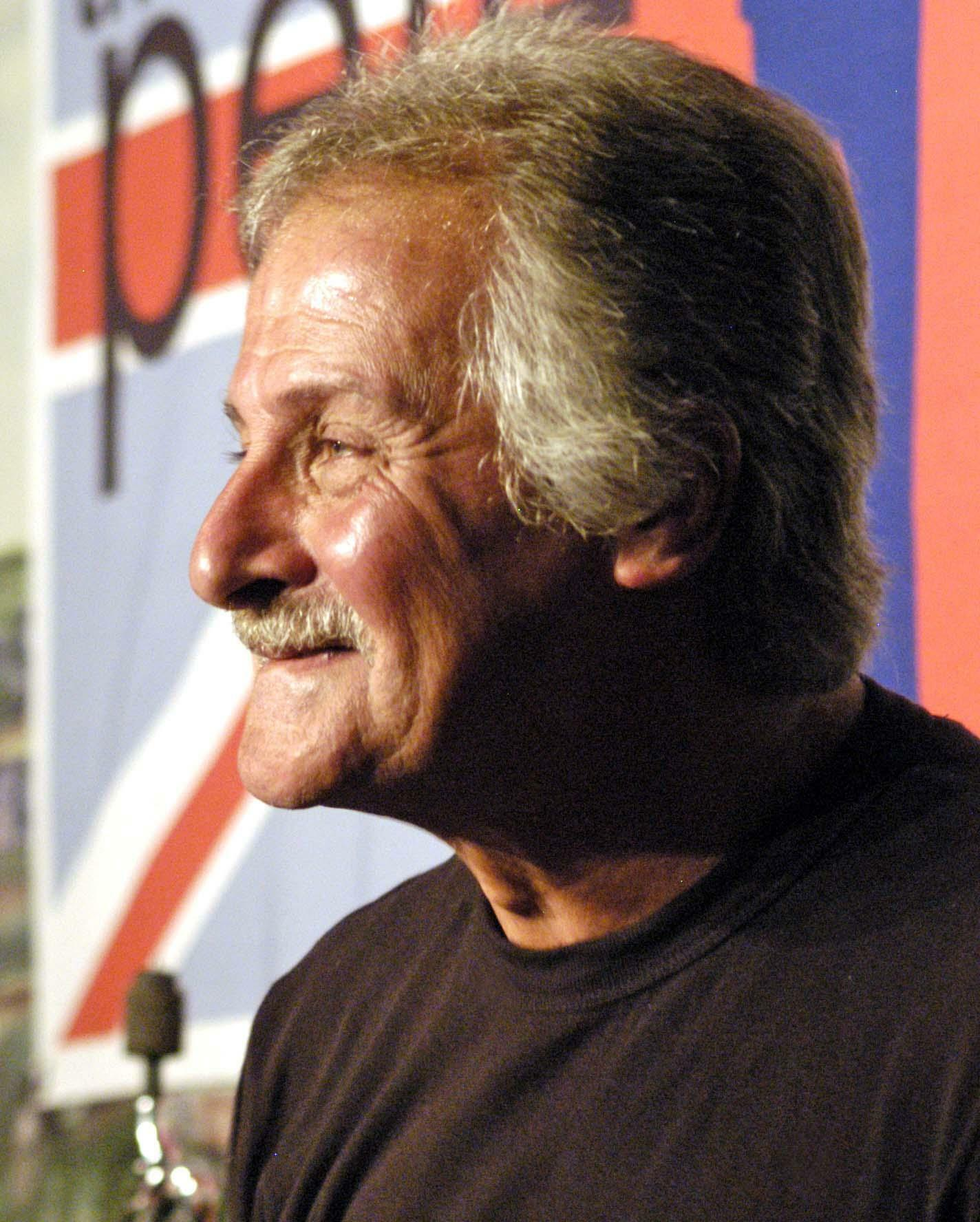
Pete Best em 2006

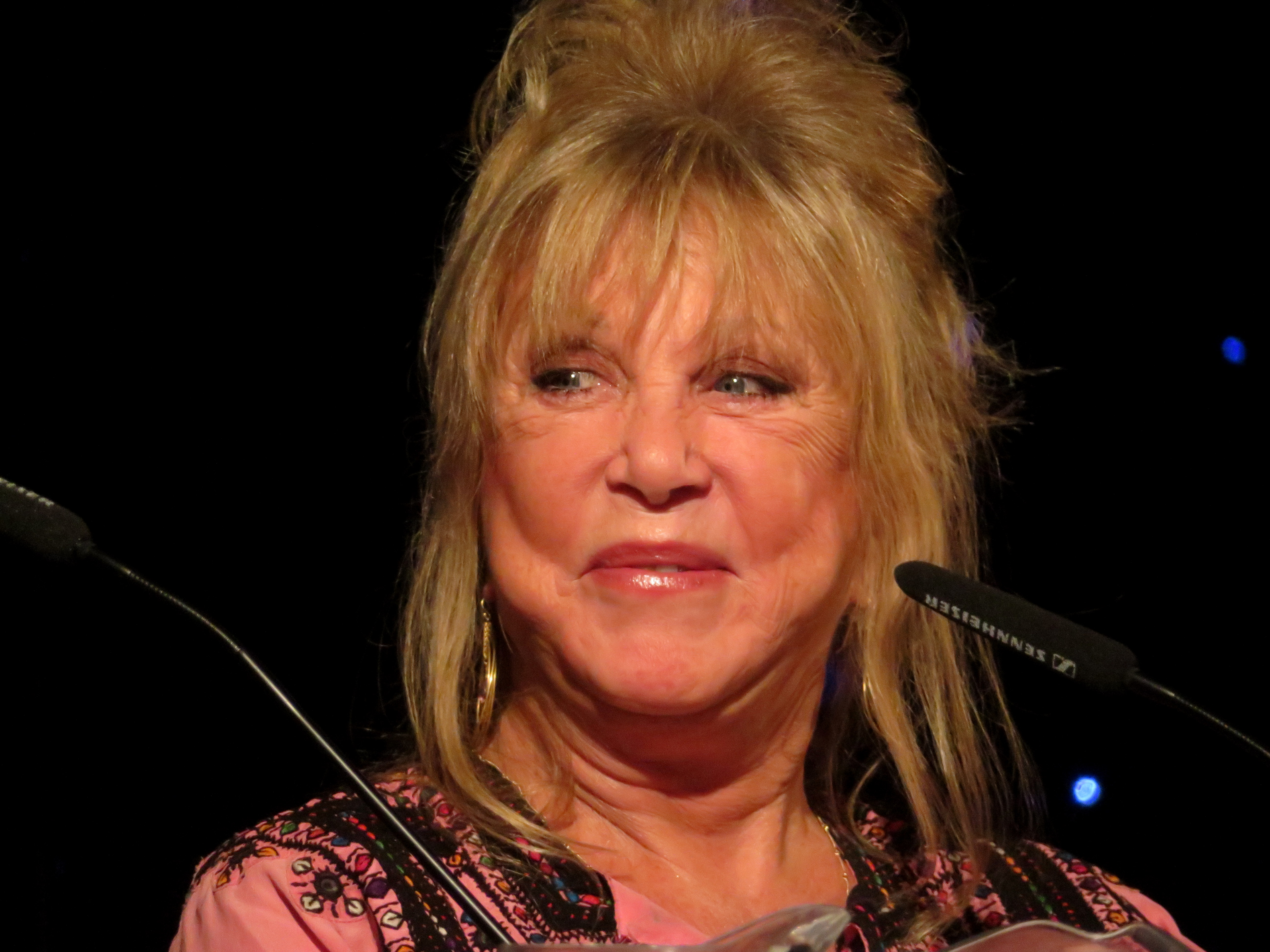
Pattie Boyd em 2018

- Mia Barcia-Colombo–violoncelista; músico de sessão. Contribuiu com violoncelo para "Now and Then"[48]
- Ted Barker—trombonista; músico de sessão. Contribuiu com trombone para "Martha My Dear"[49]
- Michael Barnes—tubista; músico de sessão. Contribuiu com tuba para "A Day in the Life"[50]
- Ken Barrie—vocalista; músico de sessão e membro dos Mike Sammes Singers. Contribuiu com vocais para "Good Night"[51]
- Peter Beavan—violoncelista; músico de sessão. Contribuiu com violoncelo para "Within You Without You"[52]
- Lionel Bentley—violonista; músico de sessão. Contribuiu com violino para "A Day in the Life"[50]
- Pete Best—baterista; membro original. Contribuiu com bateria para "Ain't She Sweet",[53] "Bésame Mucho",[53] "Cry for a Shadow",[53] "Hello Little Girl",[53] "Like Dreamers Do",[53] "Love Me Do",[53] "My Bonnie",[54] "Searchin'","[53] "The Sheik of Araby",[53] e "Three Cool Cats"[53] no Anthology 1
- Anil Bhagwat—tocador de tabla; músico de sessão. Contribuiu com tabla para "Love You To"[55]
- Leo Birnbaum—violista; músico de sessão. Contribuiu com viola para "Hello, Goodbye"[56] e "Martha My Dear"[49]
- Charlie Bisharat–violonista; músico de sessão. Contribuiu com violino para "Now and Then"[48]
- Greg Bowen—trompetista; músico de sessão. Contribuiu com trompete para "Strawberry Fields Forever"[57]
- Eric Bowie—violonista; músico de sessão. Contribuiu com violino para "All You Need Is Love",[58] "Glass Onion"[59] e "Piggies"[59]
- Pattie Boyd—esposa de George Harrison de 1966 até depois da separação dos Beatles. Contribuiu com vocais para "All You Need Is Love",[58] "Birthday"[60] e "Yellow Submarine"[61]
- Desmond Bradley—violonista; músico de sessão. Contribuiu com violino para "A Day in the Life"[50]
- Alan Branscombe—saxofonista; músico de sessão. Contribuiu com saxofone tenor para "Got to Get You into My Life"[62]
- Lizzie Bravo—vocalista; Apple scruff. Contribuiu com vocais para "Across the Universe"[63]
- Jack Bremer—clarinetista; músico de sessão. Contribuiu com clarinete para "A Day in the Life"[50]
- Sheila Bromberg—harpista; músico de sessão. Contribuiu com harpa para "She's Leaving Home"[64]
- Raymond Brown—trombonista; músico de sessão. Contribuiu com trombone para "A Day in the Life"[50]
- James W. Buck—tocador de instrumentos de metal; músico de sessão. Contribuiu com trompa francesa para "Sgt. Pepper's Lonely Hearts Club Band"[65]
- Caroline Buckman–violista; músico de sessão. Contribuiu com viola para "Now and Then"[48]
- Andrew Bulbrook–violonista; músico de sessão. Contribuiu com violino para "Now and Then"[48]
- John Burden—tocador de instrumentos de metal; músico de sessão. Contribuiu com trompa francesa para "Sgt. Pepper's Lonely Hearts Club Band"[65]
- Robert Burns—clarinetista; músico de sessão. Contribuiu com clarinete para "When I'm Sixty-Four"[57]

## C

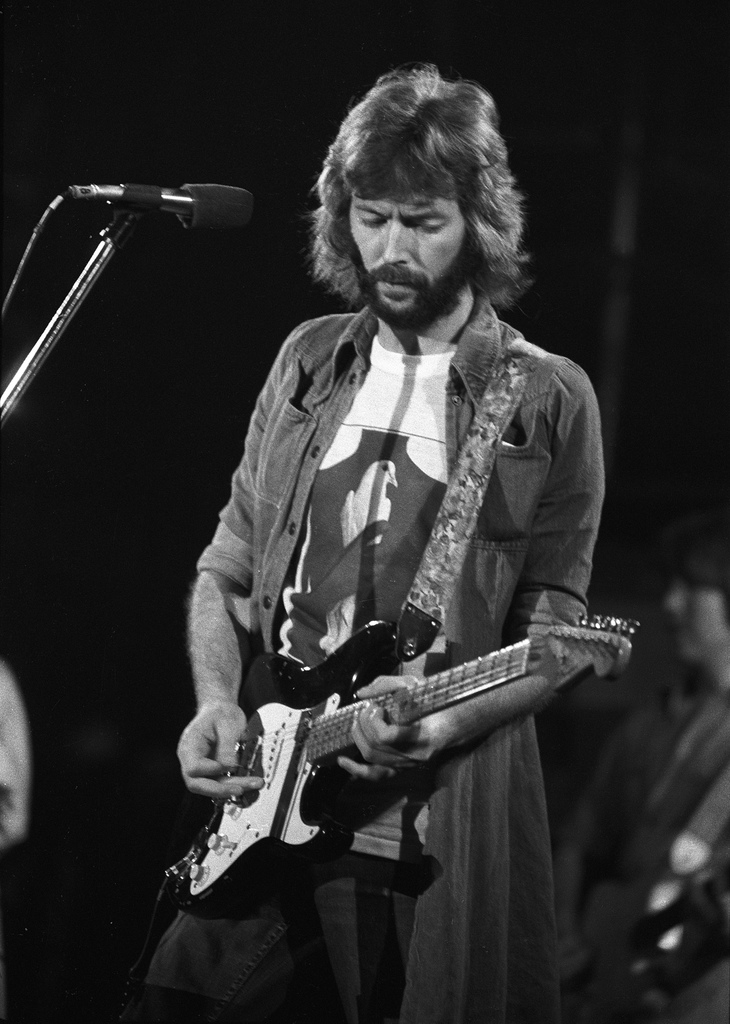
Eric Clapton em 1975

- Leon Calvert—trompetista; músico de sessão. Contribuiu com trompete e flugelhorn para "Martha My Dear"[66] e trompete para "Penny Lane"[67][68]
- Barrie Cameron—saxofonista; músico de sessão. Contribuiu com saxofone para "Good Morning Good Morning"[69]
- Duncan Campbell—trompetista; músico de sessão. Contribuiu com trompete para "Penny Lane"[67]
- Ronald Chamberlain—saxofonista; músico de sessão. Contribuiu com saxofone para "Honey Pie"[66]
- Hariprasad Chaurasia—flautista; músico de sessão. MacDonald credita o shehnai em "The Inner Light" a Chaurasia ou S. R. Kenkare[70]
- Jim Chester—saxofonista; músico de sessão. Contribuiu com saxofone para "Honey Pie"[66]
- Alan Civil—tocador de instrumentos de metal; músico de sessão. Contribuiu com trompa francesa para "A Day in the Life"[50] e "For No One"[71]
- Eric Clapton—guitarrista e então-membro do Cream. Contribuiu com vocais para "All You Need Is Love"[58] e guitarra elétrica para "While My Guitar Gently Weeps".[72]
- Frank Clarke—baixista; músico de sessão. Contribuiu com contrabaixo para "Penny Lane"[67]
- Freddy Clayton—trompetista; músico de sessão. Contribuiu com trompete para "Penny Lane"[67] e trompete para "Revolution 1"[73]
- Giovanna Clayton–violoncelista; músico de sessão. Contribuiu com violoncelo para "Now and Then"[74]
- Peter Coe—saxofonista; músico de sessão. Contribuiu com saxofone tenor para "Got to Get You into My Life"[71]
- Derek Collins—saxofonista; músico de sessão. Contribuiu com saxofone tenor para "Savoy Truffle"[75]
- Les Condon—trompetista; músico de sessão. Contribuiu com trompete para "Got to Get You into My Life"[71]
- Roy Copestake—trompetista; músico de sessão. Contribuiu com trompete para "Magical Mystery Tour"[76]
- Bert Courtley—trompetista; músico de sessão. Contribuiu com trompete e flugelhorn para "Penny Lane"[67]
- Keith Cummings—violoncelista; músico de sessão. Contribuiu com violoncelo para "Glass Onion"[77] e "Piggies"[77]

## D

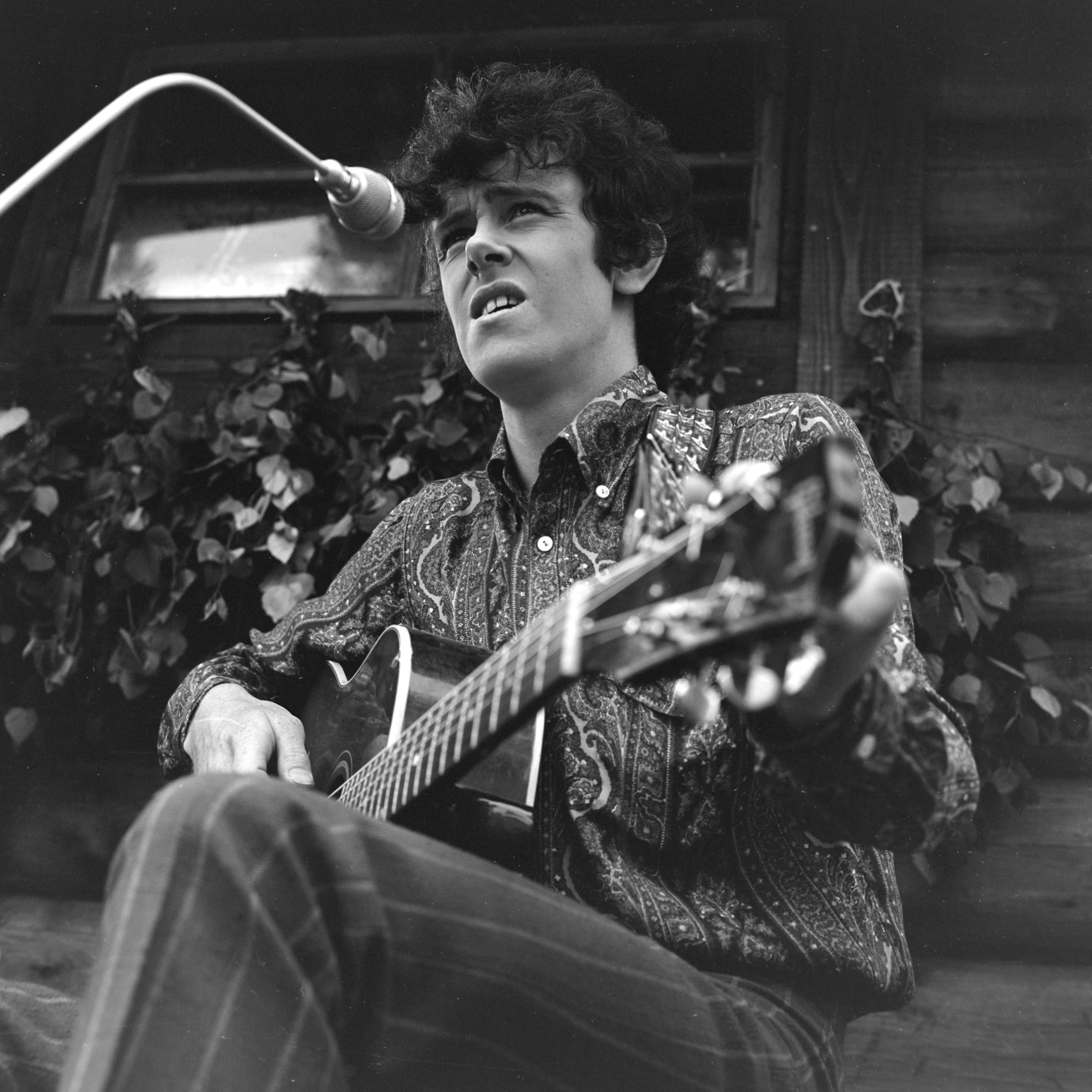
Donovan em 1966

- Fred Dachtler—vocalista; músico de sessão e membro do Mike Sammes Singers. Contribuiu com vocais para "I Am the Walrus"[45]
- Alan Dalziel—violoncelista; músico de sessão. Contribuiu com violoncelo para "A Day in the Life"[50] e "She's Leaving Home"[78]
- Hunter Davies—jornalista. Contribuiu com vocais para "All You Need Is Love"[79]
- Bernard Davis—violista; músico de sessão. Contribuiu com viola para "A Day in the Life"[50]
- Henry Datyner—violonista; músico de sessão. Contribuiu com violino para "A Day in the Life",[50] "Glass Onion"[80] e "Piggies"[80]
- June Day—vocalista; músico de sessão e membro do Mike Sammes Singers. Contribuiu com vocais para "I Am the Walrus"[45]
- Rijram Desad—tocador de harmônio; músico de sessão. Contribuiu com harmônio para "The Inner Light"[81]
- Donovan—cantor e compositor folk. Contribuiu com vocais para "Yellow Submarine"[82]

## E
- Rose Eccles—esposa de Graham Nash. Contribuiu com vocais para "All You Need Is Love"[83]
- Gwynne Edwards—violista; músico de sessão. Contribuiu com viola para "A Day in the Life"[50]
- Art Ellefson—saxofonista; músico de sessão. Contribuiu com saxofone tenor para "Savoy Truffle"[84]
- Jack Ellory—flautista; músico de sessão. Contribuiu com flauta para "The Fool on the Hill"[85]
- Ralph Elman—violoncelista; músico de sessão. Contribuiu com violino para "I Am the Walrus"[45] e "Within You Without You"[86]
- Jack Emblow—acordeonista; músico de sessão. Contribuiu com acordeão para "All You Need Is Love"[83]
- Geoff Emerick—um dos engenheiros de áudio do grupo. Contribuiu com vocais para "Yellow Submarine"[87]
- Ken Essex—violista; músico de sessão. Contribuiu com viola para "Hello, Goodbye"[85] e "Yesterday"[88]
- Mal Evans—gerente de estrada do grupo. Contribuiu com harmônica para "Being for the Benefit of Mr. Kite";[89] despertador e piano para "A Day in the Life";[90][91] palmas de mão para "Dear Prudence"[92] e "Birthday";[93] trompete para "Helter Skelter",[94] bigorna para "Maxwell's Silver Hammer";[95] campainha para "What's the New Mary Jane";[96] pandeiro para "Strawberry Fields Forever";[47] bumbo e vocais para "Yellow Submarine";[87] um monte de cascalho cavado com uma pá para "You Know My Name (Look Up the Number)";[97][98] e órgão Hammond para "You Won't See Me"[99]

## F

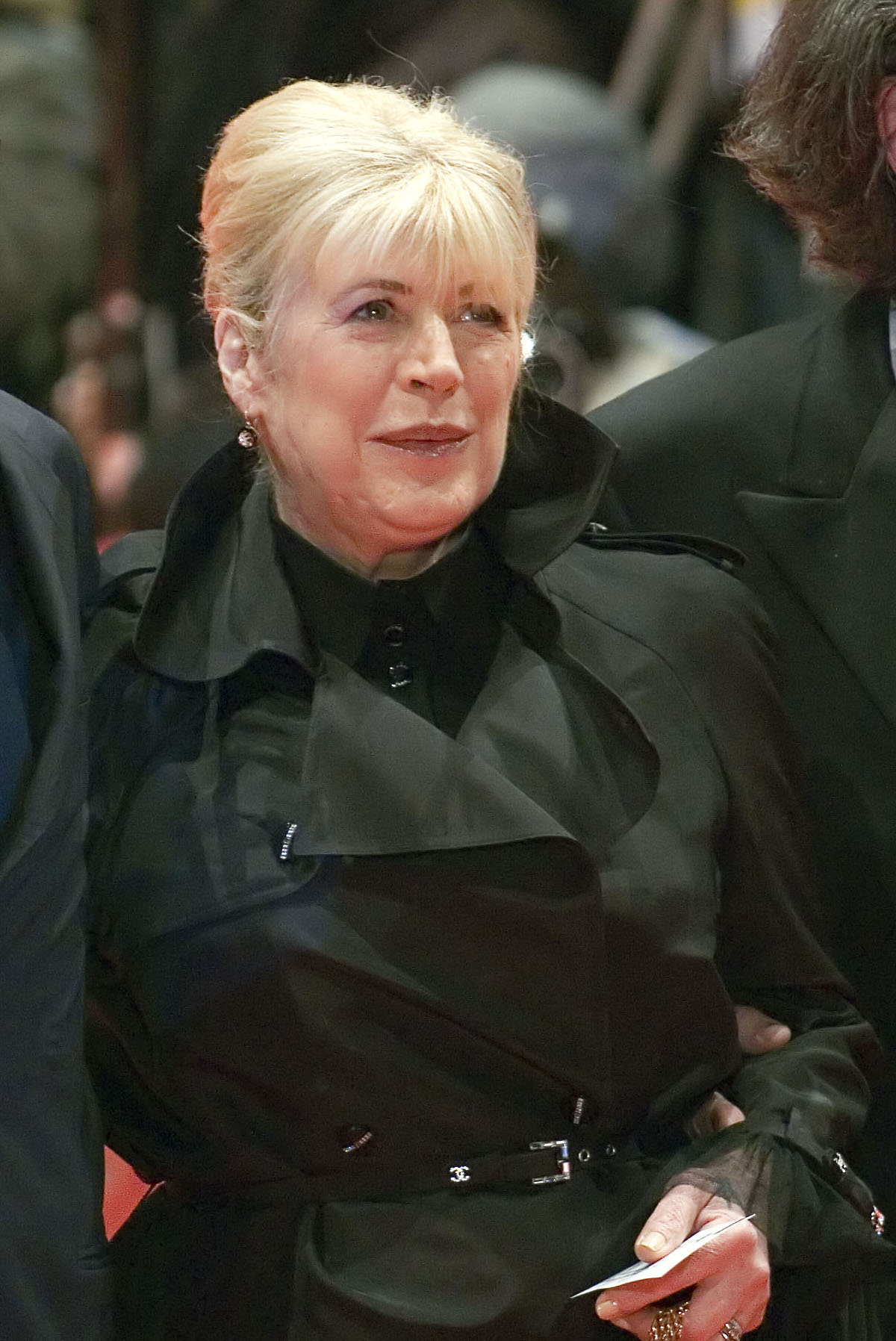
Marianne Faithfull em 2007

- Marianne Faithfull—cantora pop. Contribuiu com vocais para "All You Need Is Love"[100] e "Yellow Submarine"[15]
- Jack Fallon—violoncelista; músico de sessão. Contribuiu com violino para "Don't Pass Me By"[101]
- Norman Fawcett—fagoteista; músico de sessão. Contribuiu com fagote para "A Day in the Life"[50]
- Niall Ferguson—violoncelista; músico de sessão. Contribuiu com violoncelo para "Now and Then"[102]
- Tony Fisher—trompetista; músico de sessão. Contribuiu com trompete para "Strawberry Fields Forever"[103]
- Allen Ford—violoncelista; músico de sessão. Contribuiu com violoncelo para "Within You Without You"[104]
- Drew Forde—violista; músico de sessão. Contribuiu com viola para "Now and Then"[102]
- Eldon Fox—violoncelista; músico de sessão. Contribuiu com violoncelo para "Glass Onion",[105] "I Am the Walrus"[45] e "Piggies"[105]
- J. Fraser—vocalista; músico de sessão e membro dos Mike Sammes Singers. Contribuiu com vocais para "I Am the Walrus"[45]
- Tristan Fry—percussionista; músico de sessão. Contribuiu com percussão e tímpano para "A Day in the Life"[50]

## G
- Francesc Gabarró Solé—violoncelista; músico de sessão. Contribuiu com violoncelo para "A Day in the Life"[50] e "Yesterday"[106]
- Julien Gaillard—violoncelista; músico de sessão. Contribuiu com violino para "Within You Without You"[107]
- Jose Luis Garcia—violoncelista; músico de sessão. Contribuiu com violino para "She's Leaving Home"[108]
- Hans Geiger—violoncelista; músico de sessão. Contribuiu com violino para "A Day in the Life"[50]
- Bernard George—saxofonista; músico de sessão. Contribuiu com saxofone barítono para "Savoy Truffle"[109]
- Sharad Ghosh—shehnai player; músico de sessão. MacDonald credita a shehnai em "The Inner Light" a Ghosh ou Hanuman Jadev[110]
- Tony Gilbert—violoncelista; músico de sessão. Contribuiu com violino para "Eleanor Rigby"[106] e "Yesterday"[106]
- Ross Gilmour—vocalista; músico de sessão e membro dos Mike Sammes Singers. Contribuiu com vocais para "Good Night"[111]
- David Glyde—saxofonista; músico de sessão. Contribuiu com saxofone para "Good Morning Good Morning"[69]
- Phil Goody—flautista; músico de sessão. Contribuiu com flauta para "Penny Lane"[112]
- Allan Grant—vocalista; músico de sessão e membro dos Mike Sammes Singers. Contribuiu com vocais para "I Am the Walrus"[45]
- Jack Greene—violoncelista; músico de sessão. Contribuiu com violino para "I Am the Walrus"[45] e "Within You Without You"[107]
- D. Griffiths—vocalista; músico de sessão e membro dos Mike Sammes Singers. Contribuiu com vocais para "I Am the Walrus"[45]
- Erich Gruenberg—violoncelista; músico de sessão. Contribuiu com violino para "A Day in the Life",[50] "She's Leaving Home"[108] e "Within You Without You"[107]

## H
- Patrick Hailing—violoncelista; músico de sessão. Contribuiu com violino para "All You Need Is Love"[113]
- John Hall—violoncelista; músico de sessão. Contribuiu com violoncelo para "Strawberry Fields Forever"[114]
- Ian Hamer—trumpetista; músico de sessão. Contribuiu com trompete para "Got to Get You into My Life"[62]
- Neel Hammond—violoncelista; músico de sessão. Contribuiu com violino para "Now and Then"[115]
- George Harrison—além de contribuir com vocais e guitarra (tanto acústica quanto elétrica), Harrison também contribuiu com baixo elétrico,[116] órgão,[117] sintetizador Moog,[20] harmônio,[20] vibrafone,[118] harmônica,[119] sitar,[120][121] tambura,[122] violino,[123] percussão (incluindo aplausos de mãos,[124] estalos de dedos,[125] maracas,[126] tambor africano[127] e bateria[128]) e pente e papel;[129] Ian MacDonald sugere que Harrison também possa ter contribuído com pandeiro,[116] ukulele[130] e cravo[131]
- Ayvren Harrison—violista; músico de sessão. Contribuiu com viola para "Now and Then"[115]
- Jurgen Hess—violoncelista; músico de sessão. Contribuiu com violino para "A Day in the Life"[50] e "Eleanor Rigby"[132]
- Alan Holmes—saxofonista; músico de sessão. Contribuiu com saxofone para "Good Morning Good Morning"[69]
- Jack Holmes—violoncelista; músico de sessão. Contribuiu com violino para "All You Need Is Love"[113]
- Don Honeywill—saxofonista; músico de sessão. Contribuiu com saxofone tenor para "All You Need Is Love"[113]
- Nicky Hopkins—tecladista; músico de sessão. Contribuiu com piano elétrico para "Revolution"[101]
- Wendy Horan—vocalista; músico de sessão e membro dos Mike Sammes Singers. Contribuiu com vocais para "I Am the Walrus"[45]
- Elgar Howarth—trumpetista; músico de sessão. Contribuiu com trompete para "Magical Mystery Tour"[133]
- Ronnie Hughes—trumpetista; músico de sessão. Contribuiu com trompete para "Martha My Dear"[134]

## J

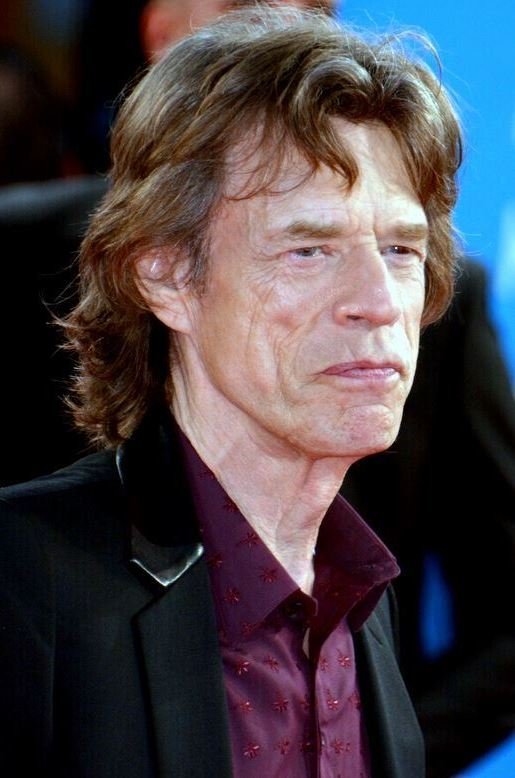
Mick Jagger em 2014

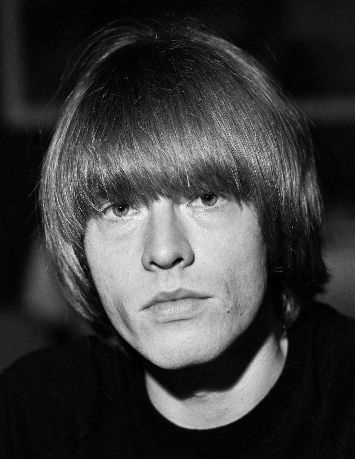
Brian Jones em 1965

- Derek Jacobs—violoncelista; músico de sessão. Contribuiu com violino para "She's Leaving Home"[135]
- Bill Jackman—flautista e saxofonista; músico de sessão. Contribuiu com flauta, vocais e aplausos de mãos para "Hey Jude"[136] e saxofone tenor para "Lady Madonna"[136]
- Harold Jackson—trumpetista; músico de sessão. Contribuiu com trompete para "A Day in the Life"[50]
- Hanuman Jadev—tocador de shehnai; músico de sessão. MacDonald credita o shehnai em "The Inner Light" a Jadev ou Sharad Ghosh[70]
- Mick Jagger—vocalista e membro dos The Rolling Stones. Contribuiu com vocais para "All You Need Is Love"[58]
- John Jezzard—violoncelista; músico de sessão. Contribuiu com violino para "I Am the Walrus"[45]
- Brian Jones—membro dos The Rolling Stones. Contribuiu com vocais para "Yellow Submarine"[15] e saxofone alto para "You Know My Name (Look Up the Number)"[137]
- Granville Jones—violoncelista; músico de sessão. Contribuiu com violino para "A Day in the Life"[50]
- Norman Jones—violoncelista; músico de sessão. Contribuiu com violoncelo para "Eleanor Rigby"[132] e "Strawberry Fields Forever"[138]

## K
- S. R. Kenkare—flautista; músico de sessão. MacDonald credita o shehnai em "The Inner Light" a Kenkare ou Hariprasad Chaurasia[70]
- Aashish Khan—tocador de sarod; músico de sessão. Contribuiu com sarod para "The Inner Light"[70]
- Reginald Kilbey—violoncelista; músico de sessão. Contribuiu com violoncelo para "Glass Onion",[139] "Martha My Dear",[140] "Piggies"[139] e "Within You Without You"[141]
- Irene King—vocalista; músico de sessão e membro do Mike Sammes Singers. Contribuiu com vocais para "Good Night"[142] e "I Am the Walrus"[143]
- Sylvia King—vocalista; músico de sessão e membro do Mike Sammes Singers. Contribuiu com vocais para "I Am the Walrus"[143]
- Harry Klein—saxofonista; músico de sessão. Contribuiu com saxofone para "Honey Pie"[140] e saxofone barítono para "Lady Madonna"[63] e "Savoy Truffle"[144]
- Bobby Kok—violoncelista; músico de sessão. Contribuiu com violoncelo, vocais e aplausos de mãos para "Hey Jude"[145]
- Eddie Kramer—engenheiro. Contribuiu com vibrafone para "Baby You're a Rich Man"[146]

## L
- Don Lang—trombonista; músico de sessão. Contribuiu com trombone para "Revolution 1"
- John Lee—trombonista; músico de sessão. Contribuiu com trombone para "Good Morning Good Morning"
- Songa Lee—violinista; músico de sessão. Contribuiu com violino para "Now and Then"
- Gary Leeds—músico e membro de The Walker Brothers. Contribuiu com vocais para "All You Need Is Love"

- John Lennon—além de vocais e guitarra (tanto elétrica quanto acústica) em várias gravações, Lennon contribuiu com instrumentos como piano,[147] piano elétrico,[148] órgão,[149] cravo, harmônio,[150] Mellotron,[151] sintetizador Moog,[152] clavioline,[153] harmônica, banjo, ukulele, baixo, guitarra lap steel, percussão (incluindo maracas, cowbell,[154] bongôs,[155] congas,[156] maracas,[157] aplausos de mãos, estalos de dedos, pandeiro,[158] e bateria), pente e papel,[159] e saxofone tenor;[160] Ian MacDonald também sugere que Lennon pode ter contribuído com harpa de boca[161] e glockenspiel
- Norman Lenderman—violinista; músico de sessão. Contribuiu com violino para "Glass Onion" e "Piggies"
- Gordon Lewins—clarinetista; músico de sessão. Contribuiu com clarinete para "I Am the Walrus"
- Jackie Lomax—guitarrista e cantor; artista da Apple Records. Contribuiu com aplausos de mãos para "Dear Prudence"
- Roger Lord—oboísta; músico de sessão. Contribuiu com oboé para "A Day in the Life"
- Alan Loveday—violinista; músico de sessão. Contribuiu com violino para "Within You Without You"
- Fred Lucas—vocalista; músico de sessão e membro do Mike Sammes Singers. Contribuiu com vocais para "Good Night" e "I Am the Walrus"
- Jeff Lynne—produtor ("Free as a Bird", "Real Love", e "Now and Then"[a]). Contribuiu com vocais e guitarra para "Real Love".[162]

## M

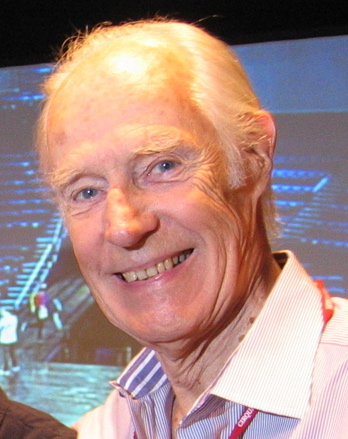
George Martin em 2006

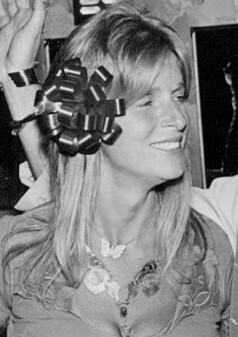
Linda McCartney em 1976

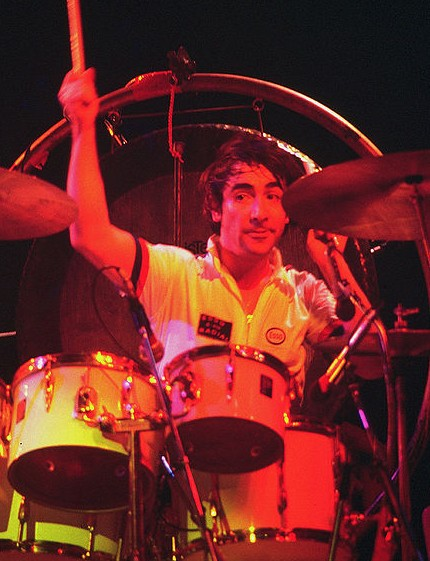
Keith Moon em 1975

- Cyril MacArthur—baixista; músico de estúdio. Contribuiu com baixo duplo em "A Day in the Life"[50]

- Henry MacKenzie—clarinetista; músico de estúdio. Contribuiu com clarinete em "When I'm Sixty-Four"[163]

- Les Maddox—violinista; músico de estúdio. Contribuiu com violino em "Martha My Dear"[164]

- G. Mallen—vocalista; músico de estúdio e membro dos Mike Sammes Singers. Contribuiu com vocais em "I Am the Walrus"[165]

- John Marson—arpista; músico de estúdio. Contribuiu com harpa em "A Day in the Life"[50]

- Bram Martin—violoncelista; músico de estúdio. Contribuiu com violoncelo em "I Am the Walrus"[165]

- George Martin—produtor do grupo. Contribuiu com piano em várias faixas, incluindo "A Hard Day's Night", "All You Need Is Love", "Getting Better", e muitos outros instrumentos, como celesta, órgão, vibrafone e até vocais em faixas como "Christmas Time (Is Here Again)" e "Yellow Submarine".

- David Mason—trompetista; músico de estúdio. Contribuiu com piccolo trumpet em "All You Need Is Love", "A Day in the Life" e "Penny Lane"[166]

- David McCallum—violinista; músico de estúdio. Contribuiu com violino em "A Day in the Life"[50]

- John McCartney—primo de Paul McCartney. Contribuiu com palmas em "Dear Prudence"[167]

- Linda McCartney—então esposa de Paul McCartney. Contribuiu com vocais em "Let It Be"[168]

- Paul McCartney—além de baixo e vocais em várias gravações, McCartney também contribuiu com guitarra acústica e elétrica, piano, órgão, Mellotron, harmônio, percussão, flugelhorn e outros instrumentos.

- Dennis McConnell—violinista; músico de estúdio. Contribuiu com violino em "Martha My Dear"[164]

- Mike McGear—fotógrafo e irmão de Paul McCartney. Contribuiu com vocais em "All You Need Is Love"[166]

- Andrew McGee—violinista; músico de estúdio. Contribuiu com violino em "I Am the Walrus"[165]

- Serena McKinney–violinista; músico de estúdio. Contribuiu com violino em "Now and Then"[169]

- John Meek—violista; músico de estúdio. Contribuiu com viola em "A Day in the Life"[50]

- Bernard Miller—violinista; músico de estúdio. Contribuiu com violino em "Martha My Dear"[164]

- Morris Miller—trompista; músico de estúdio. Contribuiu com trompa francesa em "I Am the Walrus"[165]

- Mahapurush Misra—percussionista; músico de estúdio. Contribuiu com tabla e pakhavaj em "The Inner Light"[70]

- Bill Monro—violinista; músico de estúdio. Contribuiu com violino em "A Day in the Life"[50]

- Monty Montgomery—trompetista; músico de estúdio. Contribuiu com trompete em "A Day in the Life"[50]

- Keith Moon—baterista do The Who. Contribuiu com vocais e bateria com vassouras em "All You Need Is Love"[166]

- T. Moore—trombonista; músico de estúdio. Contribuiu com trombone em "A Day in the Life"[50]

- Dick Morgan—oboísta; músico de estúdio. Contribuiu com oboé e cor anglais em "Penny Lane"[170][171]

- Rex Morris—músico de estúdio. Contribuiu com saxofone tenor em "All You Need Is Love"; saxofone em "Honey Pie"; e trombone em "Revolution 1"[166]

- Danny Moss—saxofonista; músico de estúdio. Contribuiu com saxofone tenor em "Savoy Truffle"[172]

- Henry Myerscough—violista; músico de estúdio. Contribuiu com viola em "Martha My Dear"[164]

## N
- Graham Nash—cantor e compositor, e então membro do The Hollies. Contribuiu com vocais em "All You Need Is Love"[173]

- Raymond Newman—clarinetista; músico de estúdio. Contribuiu com clarinete em "Honey Pie"[174]

- Alex Nifosi—violoncelista; músico de estúdio. Contribuiu com violoncelo em "A Day in the Life"[175]

## O

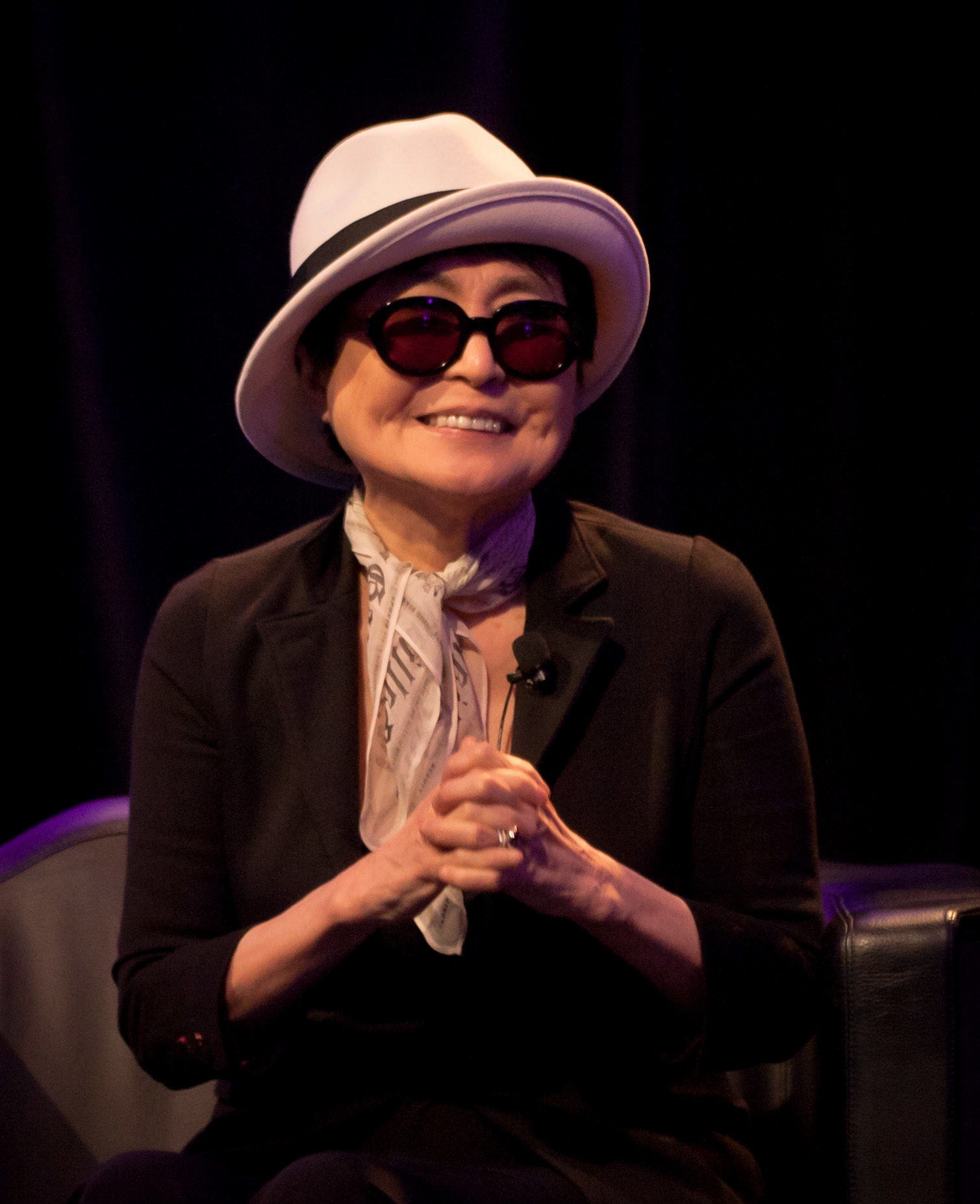
Yoko Ono em 2011

- John O'Neill—vocalista; músico de estúdio e membro do Mike Sammes Singers. Contribuiu com vocais em "I Am the Walrus"[176]

- Yoko Ono—segunda esposa de John Lennon. Contribuiu com vocais em "Birthday",[177] "The Continuing Story of Bungalow Bill"[178] e "What's the New Mary Jane"[179]

## P

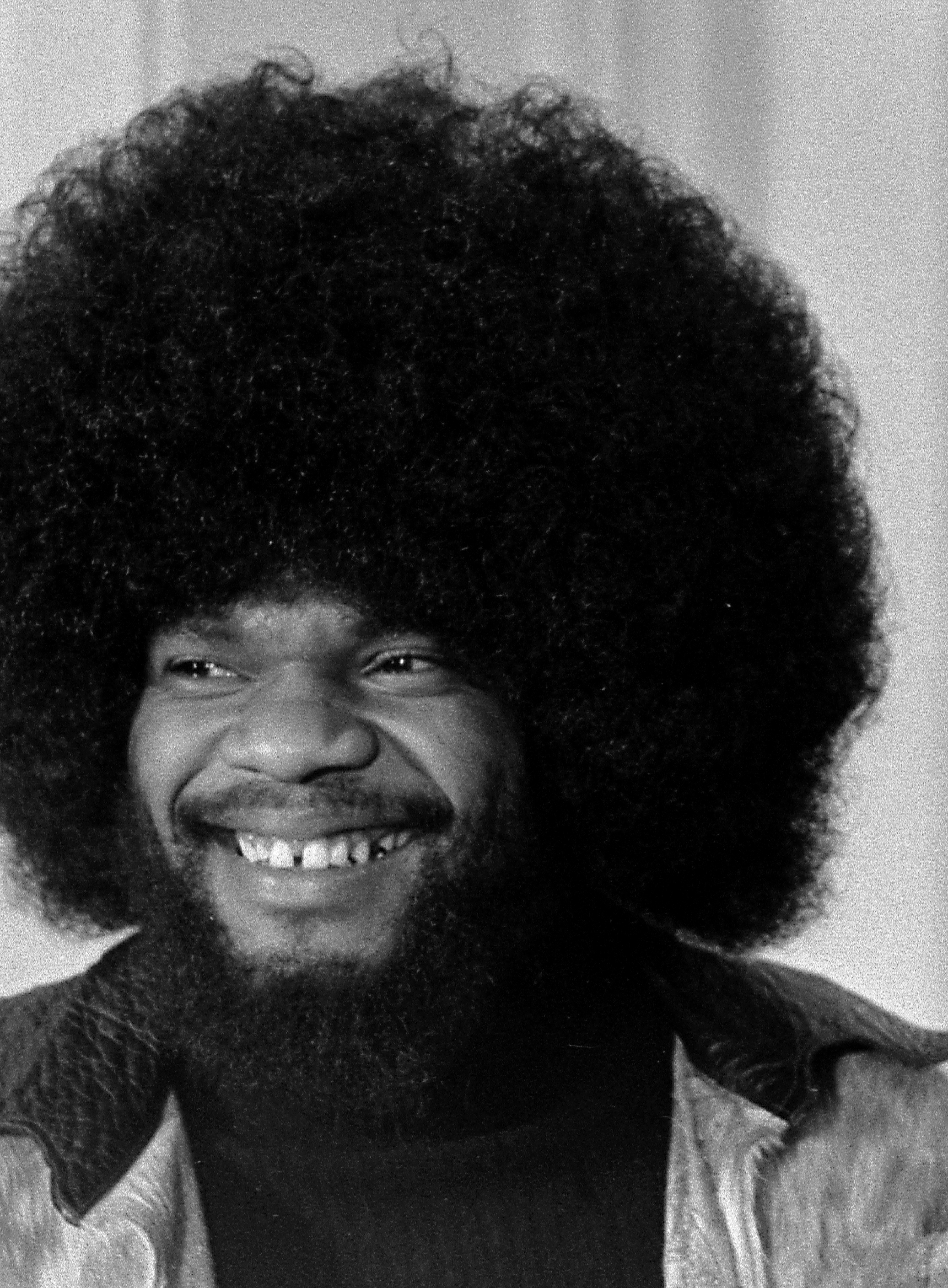
Billy Preston em 1974

- Gordon Pearce—baixista; músico de estúdio. Contribuiu com contrabaixo em "A Day in the Life"[180] e "She's Leaving Home"[181]

- Gayleen Pease—vocalista; Apple scruff. Contribuiu com vocais em "Across the Universe"[182]

- Adrianne Pope—violinista; músico de estúdio. Contribuiu com violino em "Now and Then"[183]

- Bill Povey—músico de estúdio. Contribuiu com saxofone tenor em "Lady Madonna"[182] e trombone em "Revolution 1"[184]

- Linnea Powell—violistista; músico de estúdio. Contribuiu com viola em "Now and Then"[183]

- J. Power—trombonista; músico de estúdio. Contribuiu com trombone em "Revolution 1"[184]

- Raymond Premru—trombonista; músico de estúdio. Contribuiu com trombone em "A Day in the Life"[180]

- Billy Preston—tecladista; músico de estúdio, considerado por alguns como o "Quinto Beatle".[185] Contribuiu com piano elétrico em "Dig a Pony",[186] "Don't Let Me Down",[187] "Get Back",[188] "I've Got a Feeling",[187] "The Long and Winding Road"[189] e "One After 909";[190] e órgão Hammond em "Blue Suede Shoes",[191] "Dig It",[192] "I Want You (She's So Heavy)",[193] "Let It Be",[194] "Rip It Up",[191] "Something"[195] e "Shake, Rattle and Roll"[191]

## R

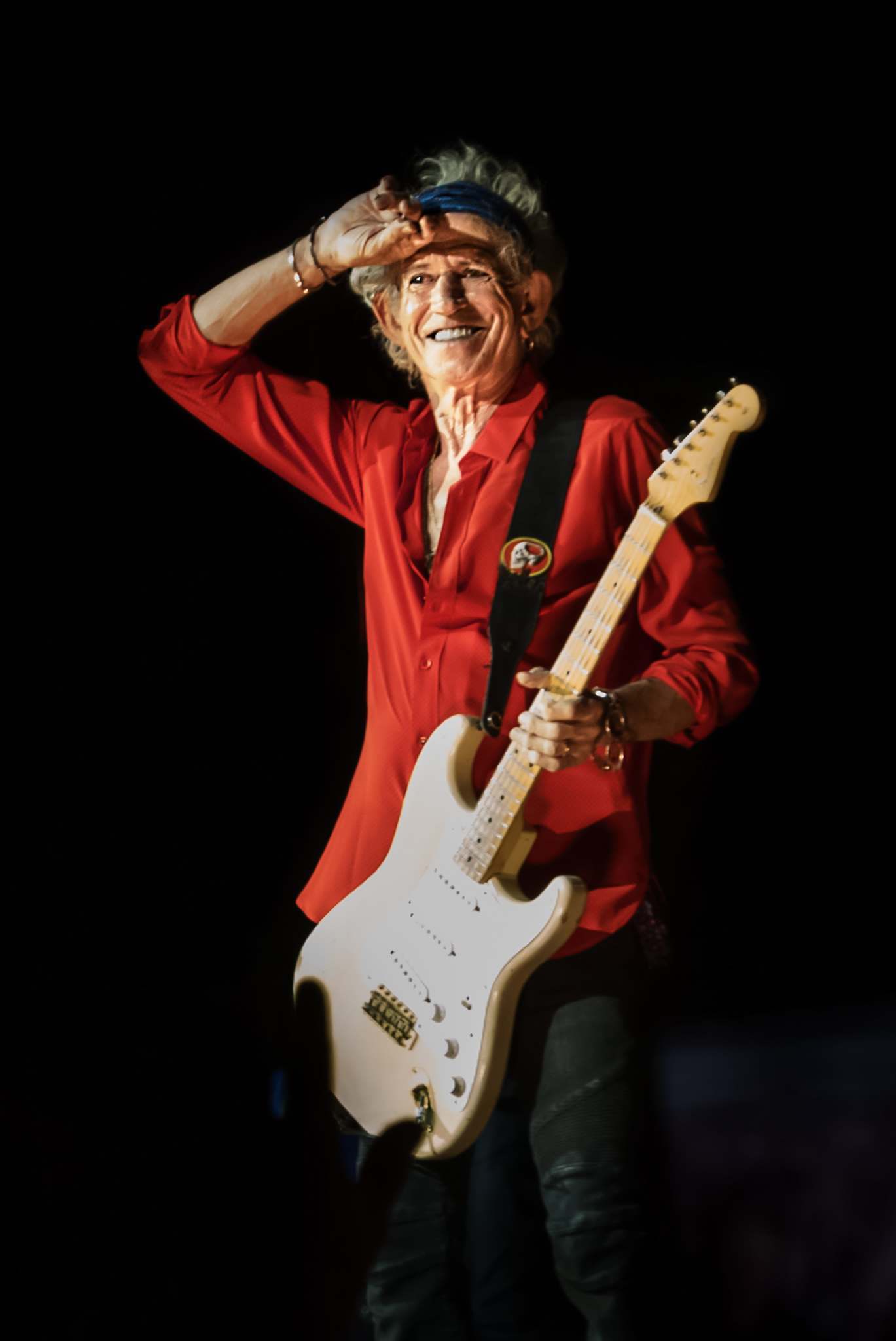
Keith Richards em 2018

- Tony Randall—trompista; músico de estúdio. Contribuiu com trompa francesa em "Sgt. Pepper's Lonely Hearts Club Band"[196]

- Mike Redway—vocalista; músico de estúdio e membro do Mike Sammes Singers. Contribuiu com vocais em "Good Night"[197] e "I Am the Walrus"[198]

- Alf Reece—tubista; músico de estúdio. Contribuiu com tuba em "Martha My Dear"[199]

- Frank Reidy—clarinetista; músico de estúdio. Contribuiu com clarinete em "When I'm Sixty-Four"[200]

- Stanley Reynolds—trompetista; músico de estúdio. Contribuiu com trompete em "Martha My Dear"[199]

- Jack Richards—violinista; músico de estúdio. Contribuiu com violino em "I Am the Walrus"[198]

- Keith Richards—guitarrista e membro dos The Rolling Stones. Contribuiu com vocais em "All You Need Is Love"[201]

- Stanley Roderick—trompetista; músico de estúdio. Contribuiu com trompete em "Strawberry Fields Forever"[200]

- Lionel Ross—violoncelista; músico de estúdio. Contribuiu com violoncelo em "I Am the Walrus"[198]

- Ronnie Ross—saxofonista; músico de estúdio. Contribuiu com saxofone barítono em "Savoy Truffle".[202]

- Jack Rothstein—violinista; músico de estúdio. Contribuiu com violino em "I Am the Walrus"[198] e "Within You Without You"[203]

## S
- Neill Sanders—trompista; músico de estúdio. Contribuiu com trompa francesa em "A Day in the Life",[204] "I Am the Walrus"[205] e "Sgt. Pepper's Lonely Hearts Club Band"[206]

- David Sandeman—flautista; músico de estúdio. Contribuiu com flauta em "A Day in the Life"[204]

- Sidney Sax—violinista; músico de estúdio. Contribuiu com violino em "All You Need Is Love",[58] "A Day in the Life",[204] "Eleanor Rigby",[207] "Yesterday"[207] e "I Am the Walrus"[205]

- Paul Scherman—violinista; músico de estúdio. Contribuiu com violino em "Within You Without You"[107]

- Francie Schwartz—namorada de Paul McCartney na época. Contribuiu com vocais em "Revolution 1"[208]

- Ernest Scott—violinista; músico de estúdio. Contribuiu com violino em "A Day in the Life"[204]

- John Scott—flautista; músico de estúdio. Contribuiu com flauta em "You've Got to Hide Your Love Away"[209]

- Ronnie Scott—saxofonista; músico de estúdio. Contribuiu com saxofone tenor em "Lady Madonna"[63]

- Clifford Seville—flautista; músico de estúdio. Contribuiu com flauta em "A Day in the Life"[204]

- John Sharpe—violinista; músico de estúdio. Contribuiu com violino em "Eleanor Rigby"[207]

- Stephen Shingles—violista; músico de estúdio. Contribuiu com viola em "Eleanor Rigby"[207] e "She's Leaving Home"[210]

- Derek Simpson—violoncelista; músico de estúdio. Contribuiu com violoncelo em "Eleanor Rigby"[207] e "Strawberry Fields Forever"[205]

- David Smith—clarinetista; músico de estúdio. Contribuiu com clarinete em "Honey Pie"[211]

- J. Smith—vocalista; músico de estúdio e membro dos Mike Sammes Singers. Contribuiu com vocais em "I Am the Walrus"[205]

- Lou Sofier—violinista; músico de estúdio. Contribuiu com violino em "Martha My Dear"[211]

- Harry Spain—trombonista; músico de estúdio. Contribuiu com trombone em "All You Need Is Love"[58]

- Victor Spinetti—ator. Contribuiu com vocais em "Christmas Time (Is Here Again)"[212]

- Maureen Starkey—então esposa de Ringo Starr. Contribuiu com vocais em "The Continuing Story of Bungalow Bill"[213]

- Ringo Starr—além da bateria e vocais ocasionais, Starr também contribuiu com maracas,[214] palmas,[215] bongôs,[216] congas,[217] tambor africano,[218] pandeiro,[219] shaker,[220] baquetas,[221] cowbell,[222] sinos,[223] sino manual,[224] guizos,[225] címbalos de dedo,[226] claves,[227] chocalho,[228] tímpano,[229] piano,[225] órgão Hammond,[230] harmônica,[231] pente e papel[232] e uma mala;[233] MacDonald sugere que Starr também pode ter contribuído com sinos[234]

- Louis Stevens—violinista; músico de estúdio. Contribuiu com violino em "I Am the Walrus"[205]

- Val Stockwell—vocalista; músico de estúdio e membro dos Mike Sammes Singers. Contribuiu com vocais em "Good Night"[235]

- Stuart Sutcliffe—baixista; membro original. Contribuiu com baixo em "Cayenne",[236] "Hallelujah, I Love Her So"[236] e "You'll Be Mine"[236] no Anthology 1[33][237]

- Ray Swinfield—flautista; músico de estúdio. Contribuiu com flauta e piccolo em "Penny Lane"[238][239]

## T
- Christopher Taylor—flautista; músico de estúdio. Contribuiu com flauta em "The Fool on the Hill"[240]

- Richard Taylor—flautista; músico de estúdio. Contribuiu com flauta em "The Fool on the Hill"[240]

- Chris Thomas—coprodutor do grupo no álbum The Beatles. Contribuiu com Mellotron em "The Continuing Story of Bungalow Bill",[241] piano em "Long, Long, Long",[241] cravo em "Piggies"[242] e órgão e piano elétrico em "Savoy Truffle"[109]

- Ingrid Thomas—vocalista; músico de estúdio e membro do Mike Sammes Singers. Contribuiu com vocais em "Good Night"[243]

- Ronald Thomas—violinista; músico de estúdio. Contribuiu com violino em "Glass Onion"[242] e "Piggies"[242]

- Eddie Thornton—trompetista; músico de estúdio. Contribuiu com trompete em "Got to Get You into My Life"[62]

- Basil Tschaikov—clarinetista; músico de estúdio. Contribuiu com clarinete em "A Day in the Life"[244]

- Tony Tunstall—trompista; músico de estúdio. Contribuiu com trompa francesa em "I Am the Walrus"[45] e "Martha My Dear"[245]

## U
- John Underwood—violista; músico de estúdio. Contribuiu com viola em "A Day in the Life",[246] "Eleanor Rigby",[132] "Glass Onion",[139] "Piggies"[139] e "She's Leaving Home"[247]

- Jill Utting—vocalista; músico de estúdio e membro do Mike Sammes Singers. Contribuiu com vocais em "I Am the Walrus"[45]

## V
- Mike Valerio—contrabaixista; músico de estúdio. Contribuiu com contrabaixo em "Now and Then"[248]

- Dennis Vigay—violoncelista; músico de estúdio. Contribuiu com violoncelo em "A Day in the Life"[50] e "She's Leaving Home"[249]

## W
- Dennis Walton—músico de estúdio. Contribuiu com saxofone em "Honey Pie"[250] e com flauta e piccolo em "Penny Lane"[251][252]

- Alfred Waters—fagotista; músico de estúdio. Contribuiu com fagote em "A Day in the Life"[50]

- Derek Watkins—trompetista; músico de estúdio. Contribuiu com trompete em "Revolution 1"[253] e "Strawberry Fields Forever"[254]

- Evan Watkins—trombonista; músico de estúdio. Contribuiu com trombone em "All You Need Is Love"[58]

- Donald Weekes—violinista; músico de estúdio. Contribuiu com violino em "A Day in the Life"[50]

- Terry Weil—violoncelista; músico de estúdio. Contribuiu com violoncelo em "I Am the Walrus"[45]

- Andy White—baterista; músico de estúdio. Contribuiu com bateria em "Love Me Do"[255] e "P.S. I Love You"[256][255]

- Pat Whitmore—vocalista; músico de estúdio e membro do Mike Sammes Singers. Contribuiu com vocais em "Good Night"[14] e "I Am the Walrus"[45]

- John Wilbraham—trompetista; músico de estúdio. Contribuiu com trompete em "Magical Mystery Tour"[201]

- Trevor Williams—violinista; músico de estúdio. Contribuiu com violino em "She's Leaving Home"[249]

- Mike Winfield—oboísta; músico de estúdio. Contribuiu com oboé e corne inglês em "Penny Lane"[251][252]

- Manny Winters—flautista; músico de estúdio. Contribuiu com flauta e piccolo em "Penny Lane"[251][252]

- David Wolfsthal—violinista; músico de estúdio. Contribuiu com violino em "Within You Without You"[107]

- Stanley Woods—trompetista; músico de estúdio. Contribuiu com trompete e flugelhorn em "All You Need Is Love"[58]